# Nipawin (Saskatchewan)
Nipawin est une ville canadienne du centre-est de la province de la Saskatchewan comptant 4570 habitants en 2021. Elle borde la rive sud de la rivière Saskatchewan en aval du barrage hydrélectrique François Finlay et en amont du lac Tobin. Elle est distante de 140 km à l'est de Prince Albert.

## Sport
Les Hawks de Nipawin de la Ligue de hockey junior de la Saskatchewan sont basés à Nipawin.

## Démographie
| 1971  | 1976  | 1981  | 1986  |
| ----- | ----- | ----- | ----- |
| 4 057 | 4 317 | 4 376 | 4 588 |

| 1991  | 1996  | 2001  | 2006  |
| ----- | ----- | ----- | ----- |
| 4 419 | 4 318 | 4 275 | 4 061 |

| 2011  | 2016  | 2021  | - |
| ----- | ----- | ----- | - |
| 4 265 | 4 401 | 4 570 | - |

## Administration
| 2009-2012       | 2012-2016   | 2016-2023     | 2023-2028        |
| --------------- | ----------- | ------------- | ---------------- |
| Lawrence Rospad | David Trann | Rennie Harper | Marlon Zacharias |
| ,               | [ 9 ]       | ,             | ,                |